# Kuźnica Warężyńska
Kuźnica Warężyńska – wieś w Polsce, położona w województwie śląskim, w powiecie będzińskim, w gminie Siewierz.
Wchodzi w skład sołectwa Warężyn.
Do 2024 r. miejscowość była częścią wsi Warężyn. W latach 1975–1998 Kuźnica Warężyńska administracyjnie należała do województwa katowickiego. 
W okolicy przebiega droga krajowa nr 86 będąca częścią Gierkówki. W okolicy istniała piaskownia „Kuźnica Warężyńska”, zamknięta w 2005 roku. W jej miejscu utworzono zbiornik wodny Kuźnica Warężyńska.